# Пал, Бипин Чандра
Бипин Чандра Пал (бенг. বিপিন চন্দ্র পাল; 7 ноября 1858, Хабигандж, Бенгальское президентство, Британская Индия — 20 мая 1932) — радикальный индийский политик первой четверти XX века.

## Биография
Бипин Чандра Пал родился в 1858 году в богатой вишнуитской семье в деревне Поил, расположенной на территории современного бангладешского округа Хабигандж. Учился в Силхете, затем поступил в Колледж Президентства, но не окончил его; тем не менее, Пал стал довольно образованным человеком, хорошо знающим «Бхагавадгиту» и «Упанишады».
С 1879 года он работал ректором различных школ в Силхете и окрестностях, в 1890—1891 годах работал библиотекарем Публичной библиотеки Калькутты. В 1880-х Пал занялся политикой и принял участие в деятельности Индийского национального конгресса. В Конгрессе Пал быстро примкнул к радикалам, образовав т. н. группировку «Лал Бал Пал».
В 1898 году Пал на год уехал в Великобританию для изучения курса сравнения религий. По возвращении в Индию он стал пропагандировать идею индийского самоуправления в газете «New India». Когда в 1905 году вице-король Индии Джордж Кёрзон произвёл раздел Бенгалии, то Пал основал собственную газету «Bande Mataram» (в качестве названия — «Кланяюсь Матери» — использовано название поэмы, служившей неофициальным гимном индийского национально-освободительного движения), в которой обличал поведение британской администрации, проводившей в Бенгалии политику «Разделяй и властвуй». В итоге он попал на 6 месяцев в тюрьму, а после освобождения уехал в 1908 году в Великобританию, где примкнул к радикальной группировке индийских эмигрантов «Индийский дом» и основал журнал «Сварадж». Однако, когда в Лондоне чиновник Индийской службы Кёрзон Вилли был застрелен пенджабцем Мадан Лал Дхингром, начались репрессии, и Пал оказался в нищете. После этого он отошёл от своих радикальных взглядов и, вместе с Анни Безант и Тилаком (так же отошедшим от радикальных взглядов) образовав Лигу самоуправления Индии, стал выступать за придание Индии в составе Британской империи статуса доминиона, аналогичного статусу Канады или Австралии.
После Первой мировой войны Пал вернулся в Индию, и поддержал движение в поддержку халифата, а также выступил с критикой Ганди, вернувшегося в 1921 году в Индию . В первой половине 1920-х Пал окончательно отошёл от политической деятельности.

## Семья и дети
В области семейных отношений Пал также был радикалом. Ещё в 1891 году он поддержал закон о согласии на брак, который должен был ограничить браки между детьми. Сам он, нарушая вековые традиции, женился на вдове по имени Нритьякали Деви, а после её смерти — на другой вдове по имени Бираджмохини Деви. Его сын Ниранджан Пал основал в 1934 году первую индийскую кинокомпанию «Bombay Talkies».